# Hižakovec
 Hižakovec  falu Horvátországban, Krapina-Zagorje megyében. Közigazgatásilag Donja Stubicához tartozik.

## Fekvése
Zágrábtól 18 km-re északra, községközpontjától 2 km-re délnyugatra, a Horvát Zagorje területén, a Medvednica parkerdő északi lábánál, a megye déli részén fekszik.

## Története
A falu Szent Kereszt kápolnáját 1684-ben említik először, azonban 1850-ben lebontották és újat építettek helyette. 
A településnek 1857-ben 184, 1910-ben 227 lakosa volt. Trianonig Zágráb vármegye Stubicai járásához tartozott.  2001-ben 112 lakosa volt. 

## Nevezetességei
- A Szent Kereszt tiszteletére szentelt kápolnája a 19. században épült, utoljára 2007-ben újították meg.
- Gubecz Máté jelképes szülőháza előtte a parasztvezér fából faragott szobrával.

## Híres emberek
A hagyomány szerint itt született 1538 körül Ambroz Gubecz néven Gubecz Máté (Matija Gubec) az 1573-as horvát parasztfelkelés vezére. A Máté nevet Istvánffy Miklós magyar történetíró adta az események után öt évvel kelt leírásában.

## Külső hivatkozások
Donja Stubica város honlapja